# Music Box (film)
A Music Box (máshol Zenedoboz címmel) egy 1989-es amerikai bűnügyi filmdráma, amelyet Costa-Gavras rendezett. A filmet valós események ihlették, Joe Eszterhas könyvéből készült a forgatókönyv. A főszerepben Jessica Lange, Armin Mueller-Stahl és Frederic Forrest, valamint vendégszerepben megjelenik Törőcsik Mari is magyarul szólva a nézőkhöz.
A produkció elnyerte az Arany Medvét a Berlini Nemzetközi Filmfesztiválon, valamint egy Oscar- és egy Golden Globe-díjra jelölték Lange alakítását.

## Cselekmény
Ann Talbot chicagói ügyvéd, aki képviselni kívánja apját, Michael J. Laszlot, miután megtudja, hogy háborús bűnökkel vádolják, és elveszítheti amerikai állampolgárságát.
Jack Burke ügyész állítja, hogy Michael Laszlo nem politikai menekült, hanem Mishka, a nyilasok egy parancsnoka. Budapest ostroma alatt magyar zsidókat, romákat és az őket védőket megkínoztatta és meggyilkoltatta. Ann azonban nem hisz a vádaknak, akkor sem, amikor Burke próbálja meggyőzni, hogy a szerető apa képe valójában csak illúzió: az apja valójában képtelen empátiát érezni.
Ezalatt Laszlo számláján magas összegű utalásokat találnak egy Tibor Zoldan nevű magyar emigráns részére. Laszlo azt mondja, hogy egy barátjának próbált segíteni azzal, hogy pénzt kölcsönzött neki, azonban halála előtt nem tudta neki visszafizetni.
Ahogy a kihallgatás folytatódik Irwin Silver zsidó bíró előtt, a tanúk, akik túlélték a kínzásokat, felismerik Ann apjában a nyilasok parancsnokát, László Miklóst. Laszlo nem ismeri el bűnösségét, nyilatkozata szerint hamisan vádolja a magyar kommunista kormány és a titkos rendőrsége, az ÁVO.
Ann felkeres egy szovjet ügyészt, aki elmagyarázza neki, hogy a koholt vádak kedveltek voltak a titkos rendőrségnél, Ann pedig eléri, hogy Burke perét kétségbe vonják. Burke-nek azonban van még egy tanúja Budapesten, de leromlott egészségügyi állapota miatt nem tud Amerikába jönni. Ann, Burke és Silver bíró Magyarországra utaznak, Laszlo azonban nem tart velük.
Mielőtt Ann elutazna, asszisztensnője több információt szerez Tibor Zoldanról, aki cserbenhagyásos balesetben halt meg, majd hozzáteszi, hogy úgy tűnik, mintha Tibor zsarolta volna Laszlot. Ann megkapja Tibor testvérének, Magdának a címét.
A budapesti tanú vallomása is meghiúsul, miután Ann prezentálja a mappákat, amit apja barátjától kapott. Silver bíró elveti Burke ügyész ügyét a tanú és Burke tiltakozása ellenére.
Burke javasolja Ann-nek, hogy látogassa meg a Lánchidat, ahol Mishka a kivégzéseket elrendelte. Ann a hotelbe visszatartó úton megáll a hídnál, majd úgy dönt, felkeresi Tibor húgát. Magda elmondja, hogy csak a pénztárcája maradt neki Tibor halála után, és megkéri, hogy váltsa ki neki a zálogházban, amit a bátyja otthagyott. Magda képein Ann felismeri Tibor sebhelyes arcát a tanúk vallomásai alapján, és rájön, hogy Tibor Mishka partnere volt a nyilas pártban.
Az utolsó lökést a zálogházban kiváltott zenedoboz adja. A dobozban képek vannak elrejtve Laszloról, amint nyilas egyenruhában elrendeli nők, gyermekek kivégzését. Visszatérve Amerikába Ann szembesíti apját a tetteivel, és hogy megölte Tibor Zoldant. Mivel Laszlo továbbra sem őszinte vele, Ann úgy dönt, megszakít vele minden kapcsolatot. Levelet ír Burke ügyésznek, majd mellékeli hozzá Tibor képeit.
A film végén Ann újságot vesz, aminek címlapján apja immár háborús bűnösnek számít, majd elmegy a kisfiáért az iskolába.

## Szereplők
| Szerep            | Színész               | Magyar hangja (1. szinkron) |
| ----------------- | --------------------- | --------------------------- |
| Ann Talbot        | Jessica Lange         | Kiss Erika                  |
| Mike László       | Armin Mueller-Stahl   | Gruber Hugó                 |
| Jack Burke        | Frederic Forrest      | Rosta Sándor                |
| Harry Talbot      | Donald Moffat         | Makay Sándor                |
| Karcsi László     | Michael Rooker        | Széles László               |
| Mikey Talbot      | Lukas Haas            | Skolnik Rudolf              |
| Silver bíró       | J. S. Block           | Csankó Zoltán               |
| Georgine Wheeler  | Cheryl Lynn Bruce     | Szőcs Ildikó                |
| Dean Talbot       | Ned Schmidtke         | Rékasi Károly               |
| Melinda Kálmán    | Elzbieta Czyzewska    | Menszátor Magdolna          |
| Istvan Buday      | Sol Frieder           | Kránitz Lajos               |
| Judit Holló       | Magda Szekely Marburg | Pásztor Erzsi               |
| Géza Vámos        | Michael Shillo        | Dobránszky Zoltán           |
| Zoltán Magda      | Törőcsik Mari         | saját hangján               |
| James Nathanson   | Felix Shuman          | Versényi László             |
| Vlagyimir Kosztov | George Pusep          | Megyeri János               |
| Sandy Lehman      | Mitchell Litrofsky    | Fazekas István              |
| Mack Jones        | Albert Hall           | Bognár Tamás                |
| Joe Dinofrio      | Joe Guzaldo           | (n. a.)                     |
| Horváth Pál       | Kenderesi Tibor       | saját hangján               |

## Díjak és jelölések
| Díj                              | Kategória                                                    | Eredmény |
| -------------------------------- | ------------------------------------------------------------ | -------- |
| Berlini Nemzetközi Filmfesztivál | Arany Medve (megosztva a Pacsirták cérnaszálon című filmmel) | Elnyerte |
| Oscar-díj                        | Legjobb női főszereplő – Jessica Lange                       | Jelölve  |
| Golden Globe-díj                 | Legjobb női főszereplő – Jessica Lange                       | Jelölve  |
| Young Artist Award               | Legjobb férfi mellékszereplő – Lukas Haas                    | Jelölve  |